# شينجي كومياما
شينجي كومياما (باليابانية: 小宮山慎二؛ بالكانا: こみやま しんじ) هو لاعب كرة قاعدة ياباني، ولد في 26 نوفمبر 1985 في أتسوغي في اليابان.

## وصلات خارجية
- شينجي كومياما على موقع الدوري الياباني لكرة القاعدة (الإنجليزية)
- شينجي كومياما على موقعبيزبول رفرنس.كوم (الدوري الثانوي) (الإنجليزية)